# جورج هارمون كوكس
جورج هارمون كوكس (بالإنجليزية: George Harmon Coxe)‏ (23 أبريل 1901، أولين في الولايات المتحدة - 30 يناير 1984، أولد لايم في الولايات المتحدة)؛ كاتب، كاتب سيناريو وروائي أمريكي.

## روابط خارجية
- جورج هارمون كوكس على موقع IMDb (الإنجليزية)
- جورج هارمون كوكس على موقع الموسوعة البريطانية (الإنجليزية)
- جورج هارمون كوكس على موقع قاعدة بيانات الفيلم (الإنجليزية)